# Hippidion
Hippidion is een geslacht van uitgestorven paardachtige zoogdieren die voorkwamen in het Pleistoceen. Het leefde in Zuid-Amerika tot het Laat-Pleistoceen en stierf pas ongeveer 10.000 jaar geleden uit.

## Beschrijving
Deze paardachtige had een schofthoogte van honderdveertig centimeter en vertoonde veel gelijkenis met een kleine ezel met een groot hoofd. Het stond ongeveer honderdveertig centimeter hoog bij de schouders en leek op een ezel. Het verschilde van de paarden van het geslacht Equus door een diepe incisie in de neus en de daarmee gepaard gaande reductie van de neusbeenderen tot lange, smalle botbeugels. De sterk verkorte kogels worden geïnterpreteerd als een aanpassing aan bergachtige habitats.
Na het ontstaan van de Midden-Amerikaanse landbrug in het Laat-Plioceen, trokken veel diergroepen van Noord- naar Zuid-Amerika. Dit omvatte ook verschillende soorten paarden. Hippidion verscheen 2,5 miljoen jaar geleden voor het eerst in Zuid-Amerika, kort na het ontstaan van de Midden-Amerikaanse landbrug. De paarden van het geslacht Equus, die ook uit Noord-Amerika emigreerden, bereikten Zuid-Amerika pas ongeveer 1 tot 1,5 miljoen jaar geleden. Oorspronkelijk werd aangenomen dat het geslacht Hippidion zich al 10 miljoen jaar geleden scheidde van de paarden van het geslacht Equus, maar recentere DNA-analyses laten zien dat de twee lijnen zich blijkbaar pas in het Laat-Plioceen, ongeveer 3 miljoen jaar geleden, uit elkaar ontwikkelden. Hippidion is dus waarschijnlijk nauwer verwant aan de hedendaagse paarden dan eerder werd aangenomen.
In het Laat-Pleistoceen was Hippidion saldiasi, die ook in het gebied rond Buenos Aires voorkomt, blijkbaar de enige paardensoort in Patagonië. In centraal Argentinië en Zuid-Bolivia leefden paarden van het geslacht Hippidion echter naast Equus-paarden in hetzelfde gebied.

## Evolutie
Van Hippidion wordt traditioneel gedacht dat het drie soorten heeft, H. principale, H. saldiasi en H. devillei, maar in de DNA-analyse bleek het enkele bemonsterde H. principale-exemplaar genest te zijn met H. saldiasi, met H. devillei gevonden duidelijk genetisch verschillend zijn.
Hippidion en andere Zuid-Amerikaanse paarden stierven ongeveer 8000 jaar geleden uit. Specifiek archeologisch herstel op de Cueva del Milodon-vindplaats in het Patagonische Chili toont aan dat Hippidion saldiasi in die omgeving leefde in het tijdperk van 10.000 tot 12.000 jaar voor het heden. Paarden kwamen pas in de 16e eeuw terug in Zuid-Amerika, als gevolg van introductie door mensen.

## Uitsterven
Hippidion stierf samen met de andere Zuid-Amerikaanse paardachtigen aan het einde van het Laat-Pleistoceen uit, tussen 15.000 en 10.000 jaar geleden, als onderdeel van het quartaire uitstervingsevenement, dat resulteerde in het uitsterven van de meeste grote dieren in zowel Noord- als Zuid-Amerika. Climactische modellen suggereren dat de voorkeurshabitat voor soorten van Hippidion afnam na de overgang naar het Holoceen, maar de achteruitgang is niet voldoende om het uitsterven te verklaren.

## Vondsten
Overblijfselen van Hippidion saldiasi zijn teruggevonden op locaties zoals de vindplaats van het Piedra Museo, Santa Cruz, Argentinië en Cueva del Milodon, Chili. De betekenis van een dergelijk archeologisch herstel wordt versterkt door de associatie met de jacht op deze dieren door de prehistorische mens op mogelijke Pre-Clovis-horizonten.